# Calle Gascona
La calle Gascona es una vía pública de la ciudad española de Oviedo.

## Descripción
La vía discurre desde la calle Jovellanos, donde conecta con la del Águila, hasta Foncalada. Tiene cruces con Indalecio Prieto Tuero y la confluencia de Manuel García Conde con Víctor Chávarri. Aparece descrita en El libro de Oviedo (1887) de Fermín Canella y Secades con las siguientes palabras:

Gascona.—Antigua vía ó calleja de extramuros en dirección á Foncalada. Recibe su nombre del de aquellos terrenos y suena en los antiguos documentos relativos á la muralla.—Ent.: Jovellanos.—Conc.: Foncalada.
(Canella y Secades, 1887, p. 113)